# 2019년 NC 다이노스 시즌
2019년 NC 다이노스 시즌은 NC 다이노스가 KBO 리그에 참가한 7번째 시즌으로 이동욱 감독이 팀을 이끈 첫 시즌이다. 주장은 나성범이었으나 도중에 박민우로 교체되었다. 팀은 Kt 위즈와의 5위 싸움 끝에 정규 시즌 5위를 차지하며 포스트시즌에 진출했다. 그러나 와일드카드 결정전에서 LG 트윈스에게 패함으로써 한 경기 만에 탈락했다.

## 코치
- 이호준, 전준호, 한규식, 진종길, 용덕한, 손민한, 채종범, 김수경

## 타이틀
- 프리미어 12 은메달 : 원종현, 양의지, 박민우
- KBO 골든글러브 : 양의지 (포수), 박민우 (2루수)
- 플레이어스 초이스 어워드 올해의 선수상 : 박석민
- 플레이어스 초이스 어워드 올해의 야수상 : 양의지
- 플레이어스 초이스 어워드 올해의 신인상 : 김태진
- 조아제약 프로야구대상 최고타자상 : 양의지
- 스포츠서울 올해의 선수상 : 양의지
- 한은회 최고의 선수상 : 양의지
- 올스타 선발 : 양의지 (포수), 박민우 (2루수)
- 올스타전 추천선수 : 루친스키, 원종현
- 컴투스프로야구 KBO 베스트 라인업: 양의지 (포수)
- 컴투스프로야구 NC 다이노스 베스트 라인업: 양의지 (포수)
- 컴프야 포인트 베스트 라인업 : 양의지 (포수), 박민우 (2루수)
- 컴투스프로야구2022 타이틀홀더 라인업: 구창모 (선발투수), 원종현 (마무리투수), 양의지 (포수), 박민우 (2루수)
- 컴투스프로야구 10년대 올스타: 양의지 (포수)
- 컴투스프로야구 2019 레전드 골글팀: 박민우 (2루수)
- 컴투스프로야구 주요 FA 라인업: 양의지 (포수)
- 스타뉴스 선정 2010년대 포지션별 베스트10: 양의지 (포수)
- 희생플라이 : 모창민 (11)
- 타율 : 양의지 (0.354)
- 출루율 : 양의지 (0.438)
- 장타율 : 양의지 (0.574)
- OPS : 양의지 (1.012)
- 완투 : 프리드릭, 루친스키 (2)
- GPA : 양의지 (0.341)
- 병살 유도 : 루친스키 (22)

### 퓨처스리그
- 아시아 윈터 베이스볼 리그 국가대표: 이우석
- 플레이어스 초이스 어워드 퓨처스리그 우수선수상 : 서호철
- 퓨처스 올스타 : 배민서, 신민혁, 김철호, 최승민
- 출장(투수): 임정호 (46)
- 홀드: 임정호 (17)

## 선수단
- 선발투수: 루친스키, 구창모, 프리드릭, 이재학, 최성영, 버틀러, 송명기
- 구원투수: 박진우, 배재환, 강리호, 김건태, 김영규, 임정호, 임창민, 배민서, 민태호, 윤강민, 노건우, 윤지웅, 이우석, 김진성, 홍성무, 장현식, 정수민
- 마무리투수: 원종현, 소이현, 전사민, 이민호, 유원상
- 포수: 양의지, 김태군, 정범모, 김형준, 윤수강
- 1루수: 모창민, 이원재, 유영준, 김진형, 이상호
- 2루수: 박민우, 김철호
- 유격수: 노진혁, 손시헌, 김찬형
- 3루수: 박석민, 지석훈
- 좌익수: 김태진, 이명기, 이우성, 강진성
- 중견수: 나성범, 김성욱, 최승민, 박헌욱
- 우익수: 권희동, 스몰린스키, 이인혁, 김준완, 베탄코트
- 지명타자: 오영수

## 여담
- 1군 홈구장이 창원NC파크로 변경되었으며, 좌석 규모도 기존 21034석에서 22112석으로 확장했다.
- 1군 홈구장이었던 마산종합운동장 야구장이 이 시즌부터 2군 홈구장이 되면서 구장명도 마산 야구장으로 변경되었다.
- 2군 홈구장이 마산 야구장으로 변경됨에 따라 2군 팀명이 고양 다이노스에서 원래 쓰던 NC 다이노스 C팀으로 다시 바뀌었다.
- 이재학은 KBO 리그 사상 최초로 통산 10실책을 저지른 투수가 되었다.
- 베탄코트는 주포지션은 우익수였으나 이 시즌 총 수비이닝 449.1이닝 중 94이닝을 포수로 소화하여 4번의 도루 저지, 1번의 이중도루 저지를 기록해 KBO 리그 2013년 이후 외국인 야수 역대 최다 기록을 세웠다.
- 시즌 후 롯데 자이언츠와 함께 낙동강 교육 리그를 만들어 참가했다.

## 같이 보기
- 2020년 Kt 위즈 시즌
- 2023년 NC 다이노스 시즌